# 상하이 자동차

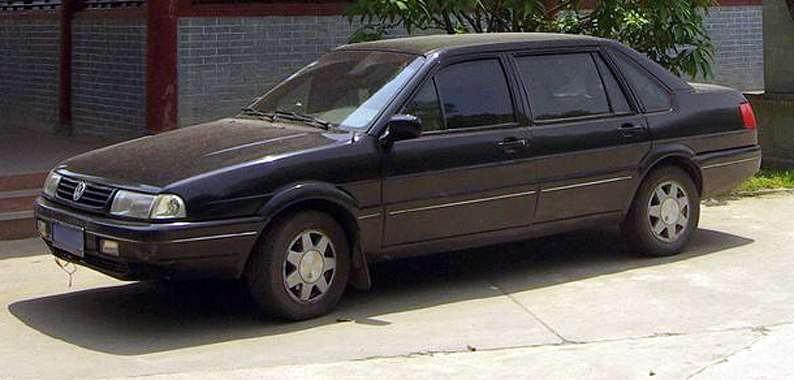
상하이대중 산타나2000

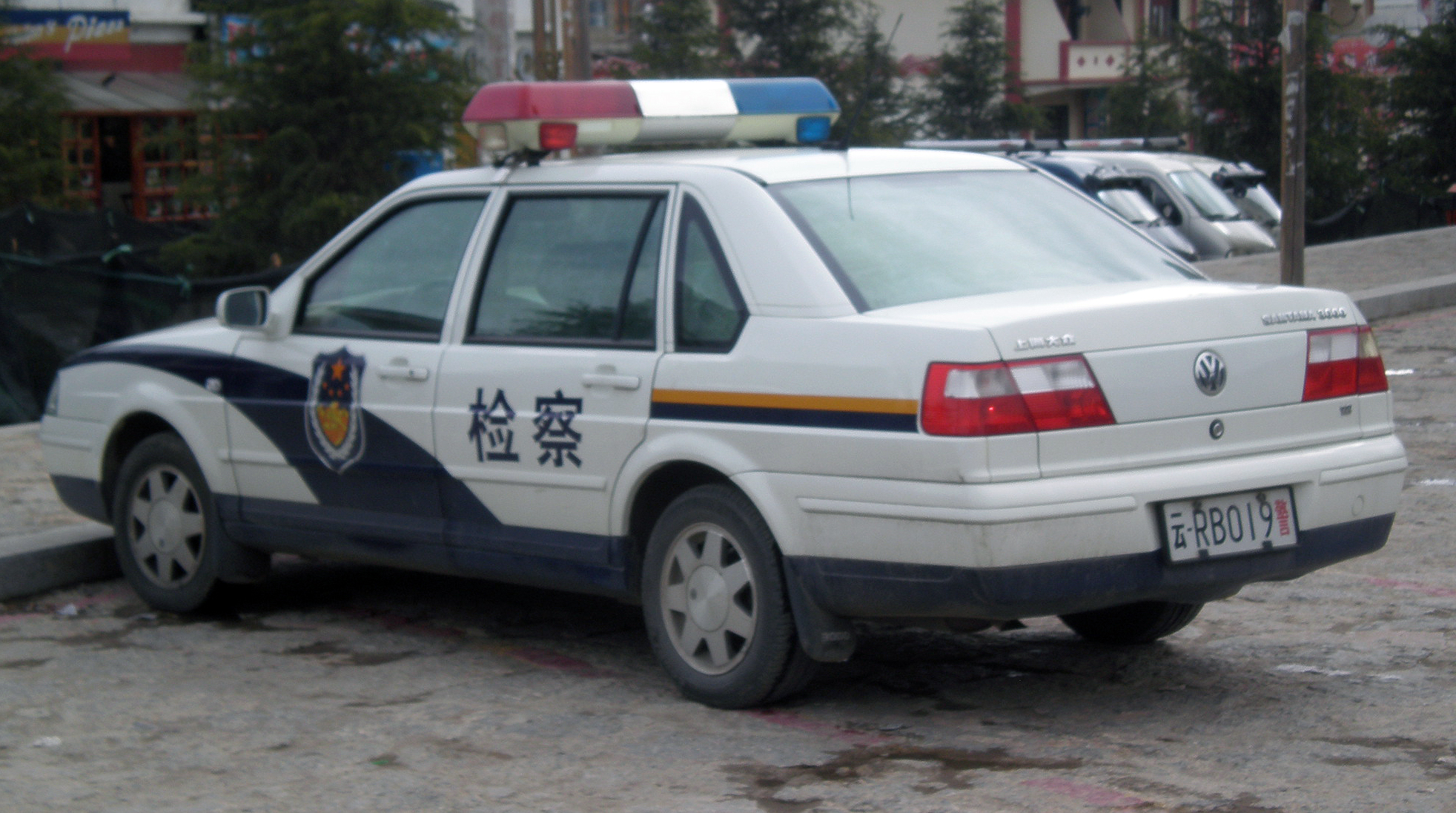
상하이대중 산타나3000(경찰차)

상하이 기차(중국어: 上海汽车) 또는 상하이 자동차(上海自動車)는 디이 자동차, 둥펑 자동차와 버금가는 중화인민공화국 국유의 3대 자동차 제조 기업 그룹 중 하나이다. 디이 자동차, 둥펑 자동차, 창안 자동차, 체리 자동차와 함께 중국 자동차 제조 회사 "빅5" 중 하나이며, 정식 명칭은 상하이기차공업(집단)총공사(중국어: 上海汽车工业(集团)总公司, 영어: Shanghai Automotive Industry Corporation(Group), 상하이: 600104, 상하이기차공업(집단)총공사, 상하이자동차그룹)이다. 약칭 상기집단(上汽集团) 또는 SAIC이다.

## 역사
1962년에는 이미 당시 메르세데스-벤츠 승용차 등의 영향을 받았을 것으로 보이는 중형 세단 "SH760"을 발표하여 장기간에 걸쳐 생산되었지만 이후에 시작된 중국 공산당 정부의 "개혁개방" 정책으로 중국 자동차 기업으로는 처음으로 외국 자본과의 합병에 착수하고 독일의 폭스바겐 사와의 합작회사 "상하이대중(중국어: 上海大众)"사를 설립한 다음 폭스바겐 산타나(후에 "산타나 2000/3000"으로 발전)를 생산했다. 이 산타나 2000/3000은 현재도 생산되어, 상하이 시내 택시의 차종별 점유율의 대부분을 차지하고 있다. 또 이후 산타나 2000/3000의 지적재산권이 폭스바겐으로부터 양도되었다.
한편 1990년대에는 미국 제너럴 모터스와 합작회사 "상하이 통용"도 설립하였으며, 뷰익이나 쉐보레의 모델을 생산하고 있다.
2004년에는 경영난에 직면한 영국의 MG로버 사와 자본·기술 제휴를 발표했지만 다음 해인 2005년에 결렬되었으며, 직후에 동사는 경영 파탄, 도산 상태가 되었다. 이후 재건을 향해서 경영권 획득에 입후보했지만, 당시의 블레어 정권과의 성격도 나빠 결국 해체가 되었다. 이 시점에서 MG로버 전체의 소유권은 아직 BMW에 있었다. MG로버의 브랜드 가운데 스포츠 부문의 MG의 지적재산권을 난징 자동차에 할양, 승용차부문 로버는 당시 랜드로버를 소유하고 있었던 포드 자동차 회사에 매각한다고 발표했다. 이 건으로 상하이 자동차는 MG로버와의 제휴 교섭에 있어 MG로버 지적재산권을 주장하고 동사의 고급 모델 로버 75의 생산 설비를 매입하고 "롱우웨이(栄威)750"의 명칭으로 제조·판매하고 있다.
일부보도에서는 상해 자동차가 로버를 샀다고 보도되었지만 산 것은 MG로버가 개발한 엔진이나 차체 등 지적재산 및 판매권 등이며, 로버 브랜드 자체는 사지 않았다.

## 현상
현재 중국 국내에서는 민족계 메이커와 불리는 민간 및 지방 정부 경영의 자동차 메이커를 중심으로 자사 브랜드·자체개발의 차종이 증가하고 있고 일부는 유럽이나 동남아시아에 수출도 되고 있지만 상하이 자동차는 자체 브랜드 붐에 가장 신중하다고 하여 현재라도 업무의 중심을 외자와의 합병에 전념하고 있다.
상하이 자동차는 중국에서 가장 많은 부품자회사를 가지고 있다.
판매량은  4,958,338대 (2019년)/  4,209,947대 (2020년)이다

## 계열사
- SAIC Roewe : 구 MG로버의 브랜드
- 상하이통용(上汽通用,상하이GM) : 미국 제너럴 모터스(GM)와의 합작회사(SAIC가 51%, GM이 49% 출자한 합작회사)
- 범아기차기술중심(중국어: 泛亚汽车技术中心, Pan Asia Technical Automotive Center, PATAC) : GM과의 합병에서 설립된 기술개발 센터
- 상하이통용우링기차(SAIC-GM-Wuling, SGMW) : SAIC가 50.1%, GM이 34%, 우링기차가 15.9% 출자하는 합작회사
- 상하이대중(상하이VW) : 독일 폭스바겐과의 합작회사이며, 산타나 등을 제조
- 안지물류(安吉物流) : 물류회사
- SHPT(Shanghai Hydrogen Propulsion Technology Co., Ltd) - 捷氢科技, 수소연료시스템